# Эди (коммуна)
Эди́ (фр. Aydie) — коммуна во Франции, находится в регионе Аквитания. Департамент — Атлантические Пиренеи. Входит в состав кантона Тер-де-Люи и Кото-дю-Вик-Бий. Округ коммуны — По.
Код INSEE коммуны — 64084.

## География

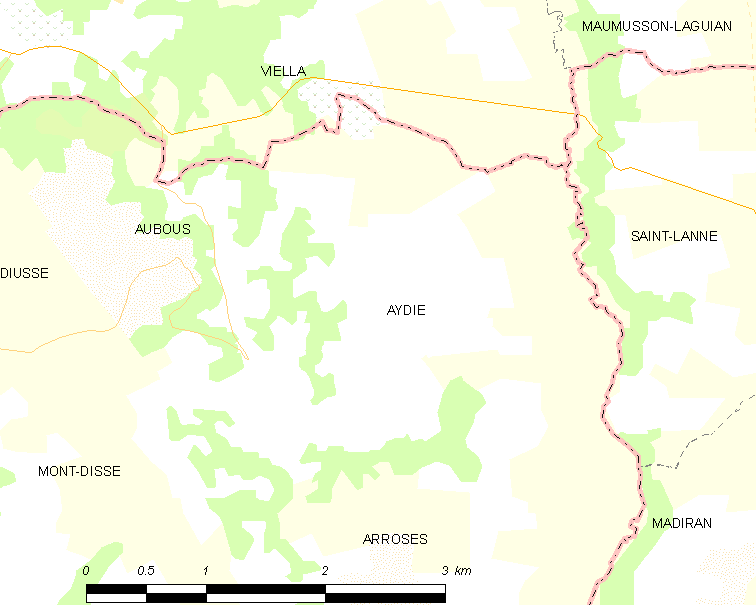
Карта коммуны

Коммуна расположена приблизительно в 620 км к югу от Парижа, в 150 км южнее Бордо, в 37 км к северо-востоку от По.
На востоке коммуны протекает река Сажет.

### Климат
Климат тёплый океанический. Зима мягкая, средняя температура января — от +5°С до +13°С, температуры ниже −10 °C бывают редко. Снег выпадает около 15 дней в году с ноября по апрель. Максимальная температура летом порядка 20-30 °C, выше 35 °C бывает очень редко. Количество осадков высокое, порядка 1100 мм в год. Характерна безветренная погода, сильные ветры очень редки.

## Население
Население коммуны на 2010 год составляло 140 человек.
| 1962 | 1968 | 1975 | 1982 | 1990 | 1999 | 2010 |
| ---- | ---- | ---- | ---- | ---- | ---- | ---- |
| 197  | 191  | 173  | 167  | 165  | 136  | 140  |

## Администрация
| Период | Период | Фамилия      | Партия | Примечания |
| ------ | ------ | ------------ | ------ | ---------- |
| 1995   | 2020   | Морис Лакост |        |            |

## Экономика
В 2007 году среди 89 человек в трудоспособном возрасте (15-64 лет) 64 были экономически активными, 25 — неактивные (показатель активности — 71,9 %, в 1999 году было 64,6 %). Из 64 активных работали 59 человек (35 мужчин и 24 женщины), безработных было 5 (1 мужчина и 4 женщины). Среди 25 неактивных 5 человек были учениками или студентами, 10 — пенсионерами, 10 были неактивными по другим причинам.

## Достопримечательности
- Церковь Св. Иоанна Крестителя (XI век)[4]
- Замок XVII века[5]

## Фотогалерея

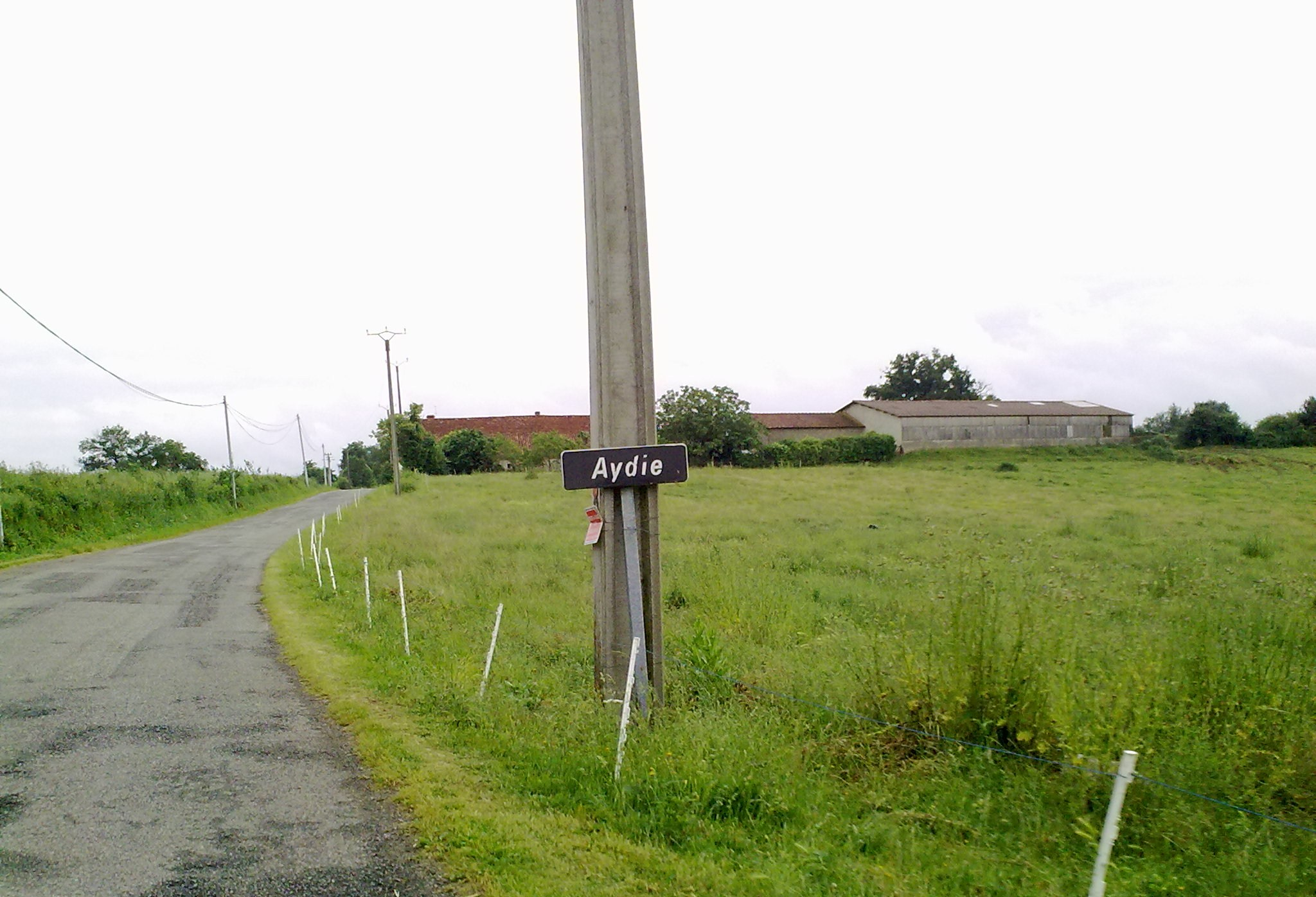
Въезд в Эди
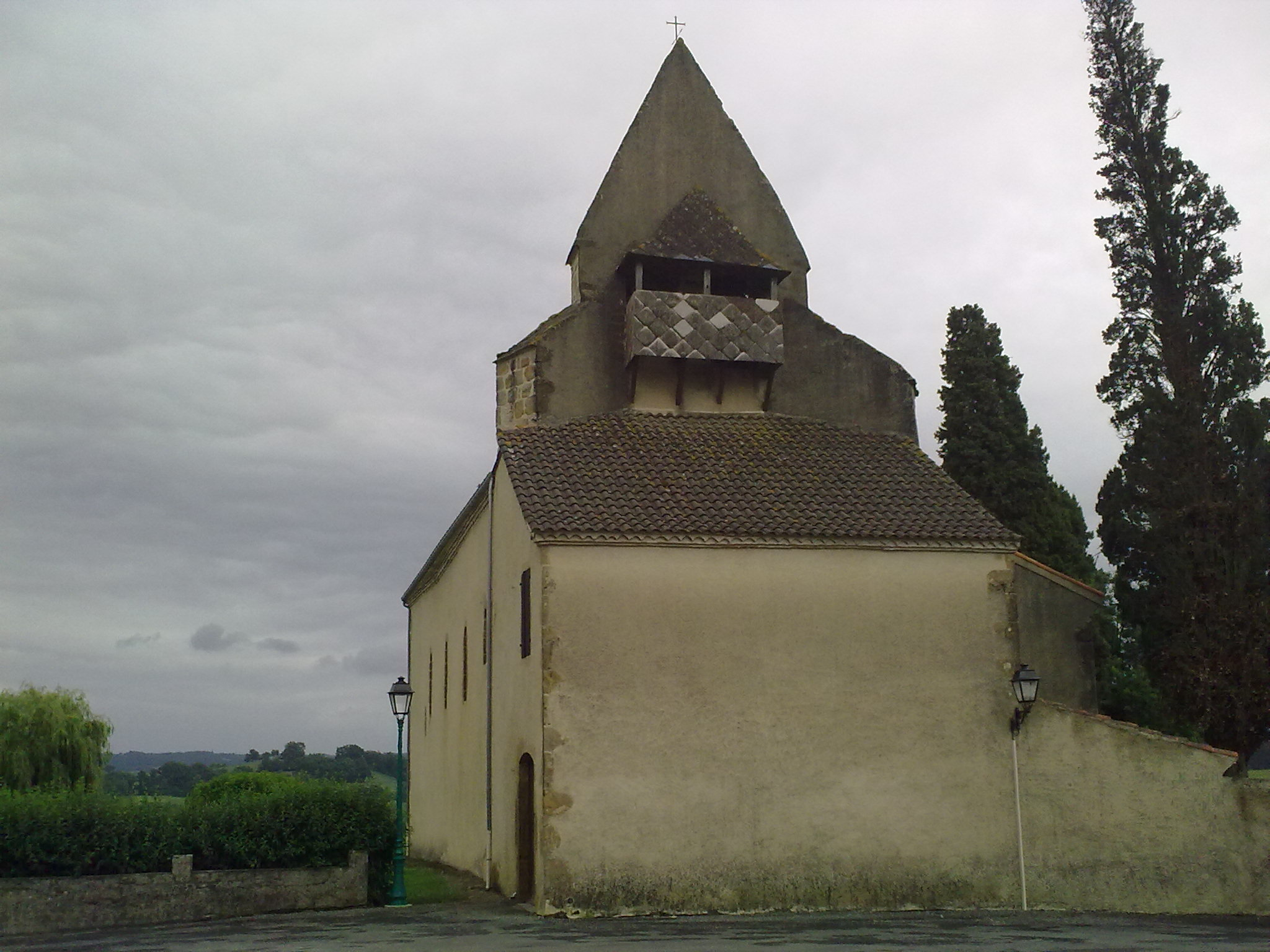
Церковь Св. Иоанна Крестителя
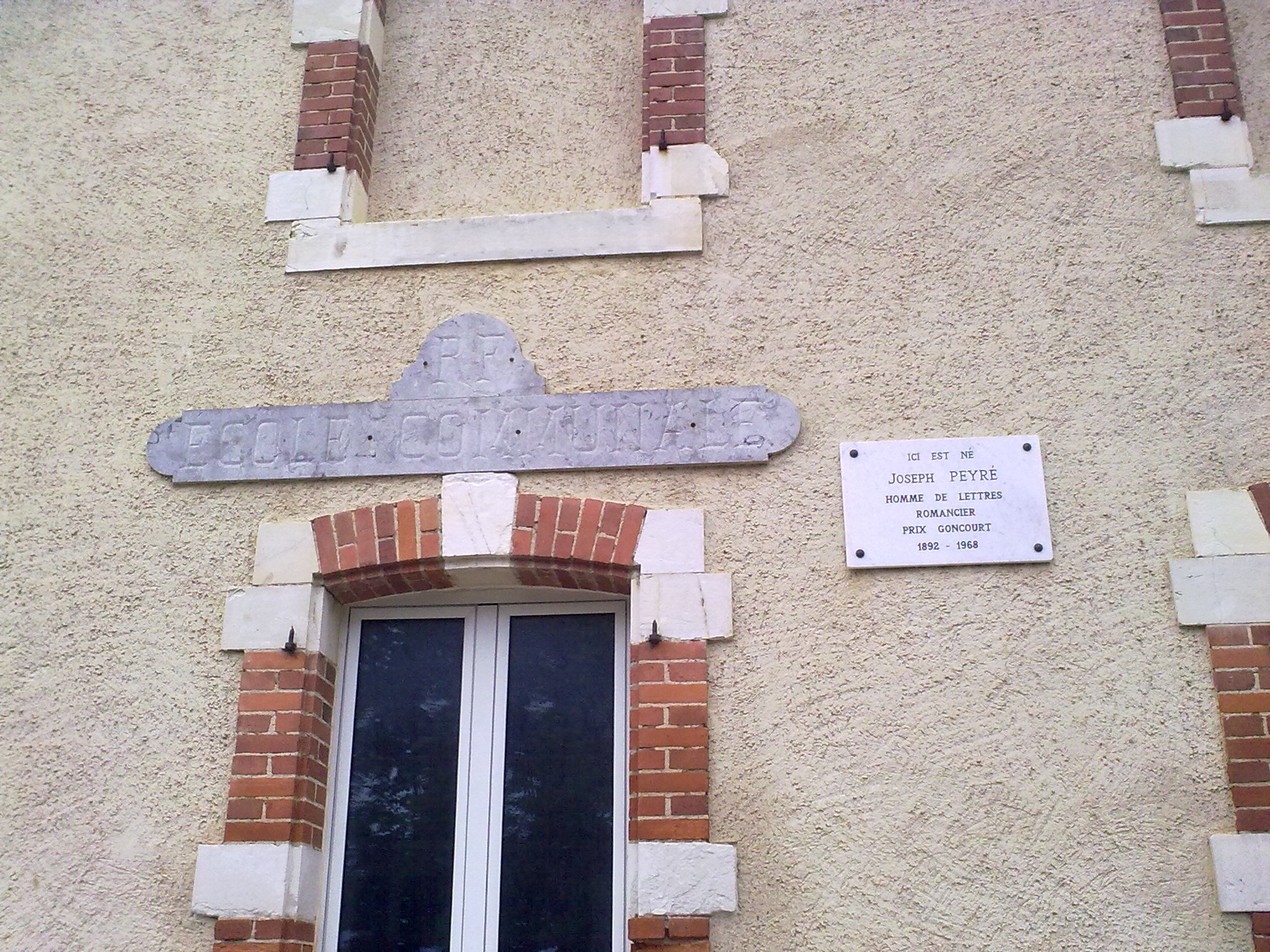
Школа
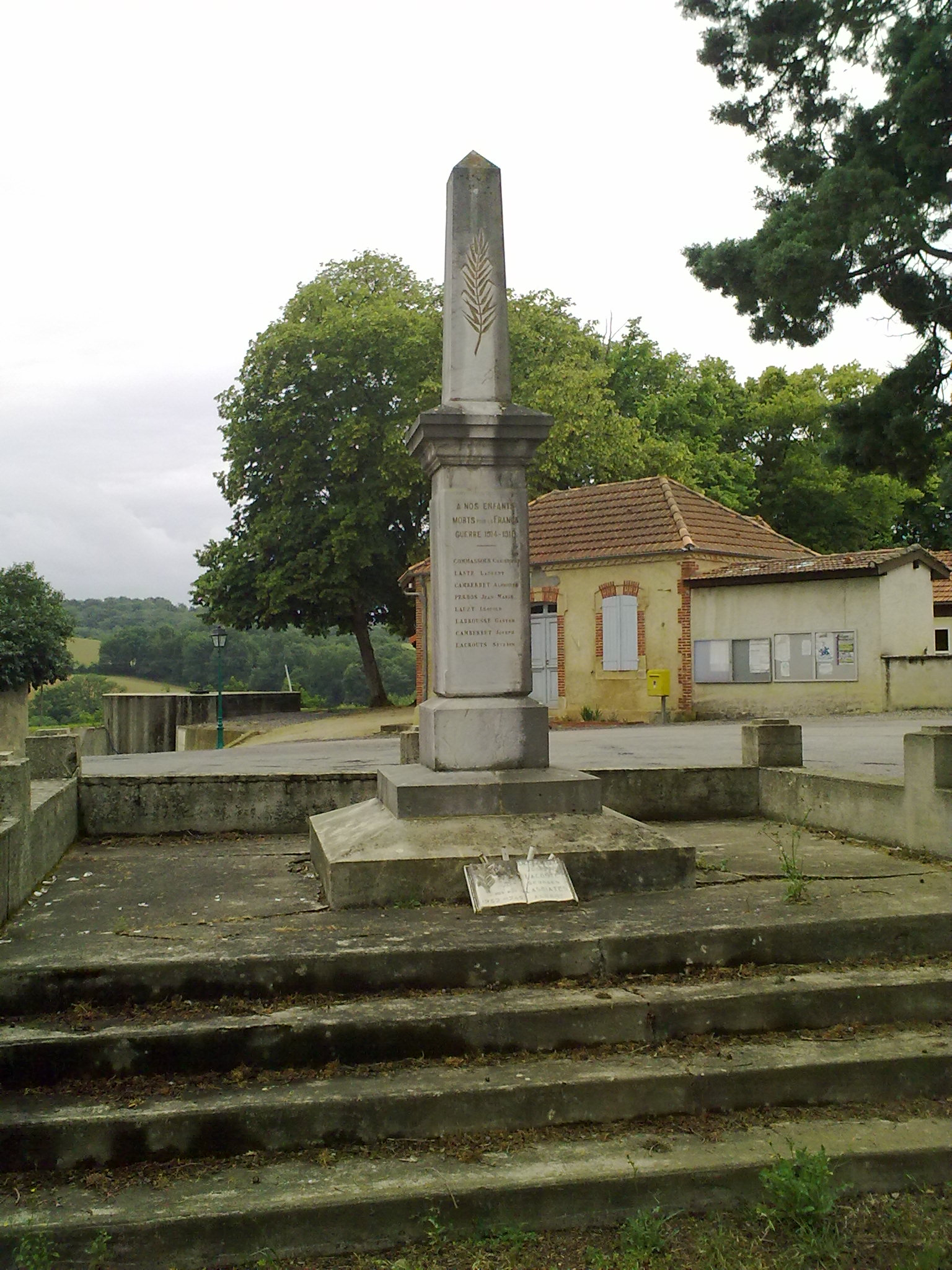
Военный мемориал